# Władcy Ferrary i Modeny

## Podestowie Ferrary

### Dynastia Este
- 1196, 1205 i 1209: Azzo VI d’Este
- 1212–1215: Aldobrandino I d’Este
- 1215–1222 i 1240–1264 Azzo VII d’Este

## Seniorowie Ferrary (1264-1471)

### Dynastia Este
- 1264–1293: Obizzo II d’Este
- 1293–1308: Azzo VIII d’Este
- 1308: Fresco d’Este razem z synem Fulko (II) (usunięty, zmarł 1312)

1308 - panowanie weneckie
1308–1317 - rządy papieskie
- 1317–1335: Rejnold II d’Este
- 1317–1344: Mikołaj I d’Este
- 1317–1352: Obizzo III d’Este
- 1352–1361: Aldobrandino III d’Este
- 1361–1388: Mikołaj II Kulawy d’Este
- 1388–1393: Albert d’Este
- 1393–1441: Mikołaj III d’Este
- 1441–1450: Leonello d’Este
- 1450–1471: Borso d’Este

## Seniorowie Modeny (1288/89-1452)

### Dynastia Este
- 1288/89 - 1293: Obizzo II d’Este
- 1293–1308: Azzo VIII d’Este
- 1308: Fresco d’Este razem z synem Fulko (II) (usunięty, zmarł 1312)

1308–1336  - republika
- 1336–1352: Obizzo III d’Este
- 1352–1361: Aldobrandino III d’Este
- 1361–1388: Mikołaj II Kulawy d’Este
- 1388–1393: Albert d’Este
- 1393–1441: Mikołaj III d’Este
- 1441–1450: Leonello d’Este
- 1450–1452: Borso d’Este

## Książęta Modeny i Ferrary (1452/1471-1598)

### Dynastia Este
- 1452–1471: Borso d’Este (od 1471 książę Ferrary)
- 1471–1505: Herkules I d’Este
- 1505–1534: Alfons I d’Este
- 1534–1559: Herkules II d’Este
- 1559–1597: Alfons II d’Este
- 1597–1598: Cezar d’Este

1598 - włączenie Ferrary do państwa papieskiego

## Książęta Modeny(1598-1796 i 1814-1859)

Flaga księstwa Modeny

### Dynastia Este
- 1598–1628: Cezar d’Este
- 1628–1629: Alfons III d’Este
- 1629–1658: Franciszek I d’Este
- 1658–1662: Alfons IV d’Este
- 1662–1694: Franciszek II d’Este
- 1694–1737: Reginald d’Este
- 1737–1780: Franciszek III d’Este
- 1780–1796: Herkules III d’Este (usunięty, zmarł 1803)

1796–1797 - do Republiki Cispadańskiej
1797–1802 - do Republiki Cisalpińskiej
1802–1805 - do Republiki Włoskiej
1805–1814 - do Królestwa Włoch

### Dynastia habsbursko-lotaryńska
- 1814–1846: Franciszek IV
- 1846–1859: Franciszek V (usunięty, zmarł 1875)

1860 - zjednoczenie z królestwem Sardynii